# No Wave Cinema
El No Wave Cinema (Cine de la no onda o Cine de la no ola o Cine sin onda) (1976-1985) fue un movimiento colaborativo de cine underground en el barrio Lower East Side de la ciudad de Nueva York. Al igual que en la música No Wave, se trató de un estilo de realización cinematográfica guerrilla/punk que sobresaltaba el estado de ánimo y la textura sobre el resto de los elementos. 
Este breve movimiento, también conocido como New Cinema (Nuevo cine), tuvo un impacto significativo en el cine underground, especialmente en el cine de transgresión (Beth B, Richard Kern, Nick Zedd, Tessa Hughes-Freeland y otros), y en una nueva generación de cineastas independientes de Nueva York (Jim Jarmusch, Tom DiCillo, Steve Buscemi y Vincent Gallo) y también en el nuevo movimiento surgido durante los años 2000 conocido como cine remodernista. 
Cineastas asociados con el movimiento: Amos Poe, Eric Mitchell, Beth B y Scott B, Vivienne Dick, John Lurie, Becky Johnston y James Nares.